# Andròmac d'Aspendos
Andròmac d'Aspendos (en llatí Andromachus, en grec antic Ἀνδρόμαχος) fou un militar grec al servei dels Ptolemeus.
Va ser un dels comandants de Ptolemeu IV Filopàtor (222-205 aC) a la batalla de Ràfia, una batalla emmarcada a la Quarta guerra síria. Després de la batalla, Ptolemeu IV el va deixar com a governador de la Celesíria i Fenícia, segons diu Polibi.